# The Phoenix Concerts
The Phoenix Concerts es un álbum en vivo del cantautor estadounidense John Stewart. Fue publicado en mayo de 1974 a través del sello discográfico RCA Victor.
Publicado como un álbum doble, The Phoenix Concerts se grabó en marzo de 1974 en el Phoenix Symphony Hall, en Phoenix, Arizona. Tras su lanzamiento, el álbum recibió reseñas positivas de los críticos musicales y alcanzó la posición número 195 en la lista Top LP's & Tape de Billboard.

## Antecedentes
El artista de RCA John Stewart realizó dos conciertos benéficos el 22 y 23 de marzo en Phoenix, cuyas ganancias se destinaron a los Servicios de Asistencia Legal del pueblo yaqui en Guadalupe, Arizona. La revista Record World informó que el concierto benéfico “fue calificado como un gran éxito por la Facultad de Derecho de la Universidad Estatal de Arizona”.

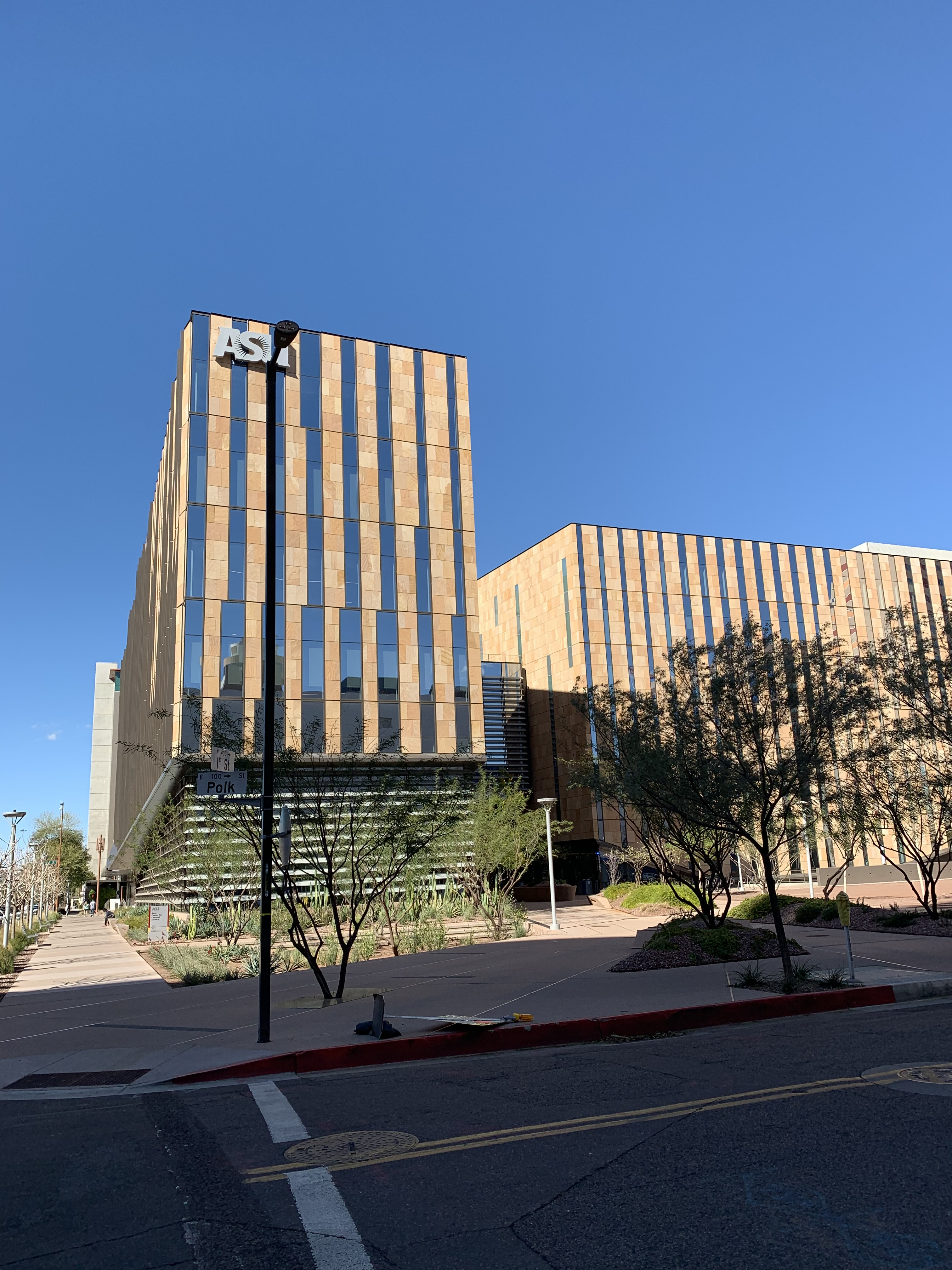
El concierto benéfico estuvo dirigido por Willard Pedrich, decano de la Facultad de Derecho de la Universidad Estatal de Arizona.

El Proyecto Guadalupe para el cual Stewart actuó, estuvo dirigido por el Decano Willard Pedrich, quien supervisa activamente a los estudiantes de derecho de tercer año en el asesoramiento a familias de bajos ingresos. Este asesoramiento incluye acciones judiciales y negociaciones que involucran a propietarios/inquilinos, compañías financieras y problemas domésticos, entre otros que son exclusivos del asentamiento predominantemente yaqui. Este servicio legal es necesario debido a las muchas leyes y tratados federales confusos y contradictorios relacionados con la tribu.

## Recepción de la crítica
Un escritor no especificado de Billboard escribió: “Este set en vivo retrata no sólo la cálida relación que Stewart constantemente construye con su público, sino que también ofrece un escaparate de algunos de sus materiales antiguos y nuevos más brillantes. Con su habitual voz potente y canciones con las que muchos resultan familiares pero que suenan mucho más enérgicas en concierto que en cualquier estudio”. Un escritor no especificado de la revista Cash Box declaró: “El nuevo LP de RCA de John es un esfuerzo interesante que presenta al artista en una variedad de poses, desde contemplativas hasta tremendamente extrovertidas. A lo largo de esta colección, el trabajo de John en guitarras eléctricas y acústicas distingue el producto, que tiene un gran atractivo”.

## Lista de canciones
Todas las canciones escritas y compuestas por John Stewart.
Lado uno
1. «Wheatfield Lady» – 2:25
2. «Kansas Rain» – 2:33
3. «You Can't Look Back» – 1:35
4. «The Pirates of Stone County Road» – 5:30
5. «The Runaway Fool of Love» – 2:18

Lado dos
1. «Roll Away the Stone» – 2:44
2. «July, You're a Woman» – 3:30
3. «The Last Campaign Trilogy» – 8:15

Lado tres
1. «Oldest Living Son» – 2:50
2. «Little Road and a Stone to Roll» – 2:15
3. «Kansas» – 3:35
4. «Cody» – 3:11
5. «California Bloodlines» – 4:45

Lado cuatro
1. «Mother Country» – 5:38
2. «Cops» – 3:20
3. «Never Goin' Back (To Nashville Anymore)» – 9:13

## Créditos y personal
Créditos adaptados desde las notas de álbum de The Phoenix Concerts.
Músicos
- John Stewart – guitarra eléctrica y acústica
- Arnie Moore – bajo eléctrico
- Jonathan Douglas – órgano, conga, piano
- Loren Newkirk – piano, órgano
- Jim Gordon – batería
- Michael Stewart – guitarra rítmica
- Dan Dugmore – guitarra de acero con pedal, guitarra eléctrica
- Mike Settle – voces
- Denny Brooks – voces
- Buffy Ford – voces

Personal técnico
- Nikolas Venet – productor
- Pete Abbott – ingeniero de audio, mezclas
- Frank Mulvey – director artístico
- Elbinger & Sun – fotografía de portada
- Fred Valentine – fotografía interior

## Posicionamiento
| Gráfica (1974)                             | Pico de posición |
| ------------------------------------------ | ---------------- |
| Estados Unidos (Billboard Top LP's & Tape) | 195              |